# Ochotnik (pociąg pancerny)
Pociąg pancerny „Ochotnik” – pociąg pancerny Wojska Polskiego w II Rzeczypospolitej.
W pierwszej dekadzie października 1920 jego uzbrojenie artyleryjskie stanowiły  2 armaty austriackie 8 cm. Na uzbrojeniu posiadał też 11 rosyjskich karabinów maszynowych, 6 karabinów maszynowych niemieckich i 1 karabin maszynowy austriacki.

## Żołnierze pociągu
| Obsada personalna pociągu w 1920 | Obsada personalna pociągu w 1920      |
| Stanowisko                       | Stopień, imię i nazwisko              |
| -------------------------------- | ------------------------------------- |
| Dowódca pociągu                  | por. Władysław Kozak                  |
| Oficer karabinów maszynowych     | ppor. Józef Hrycykiewicz (od 17 VIII) |
| Oficer załogi                    | ppor. Wojciech Pawłowicz              |